# Steenkraan

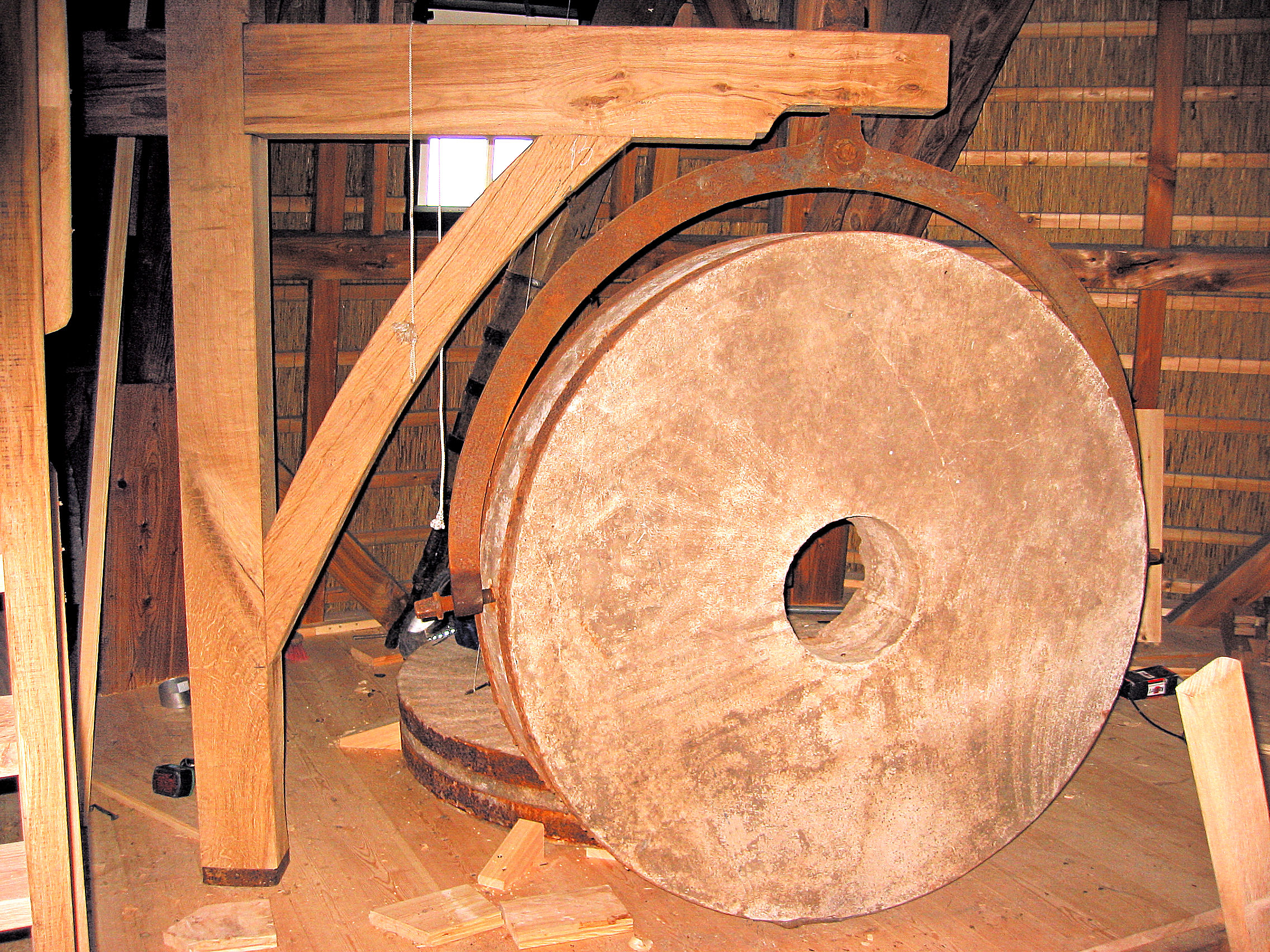
Loper in steenkraan met vaste beugel

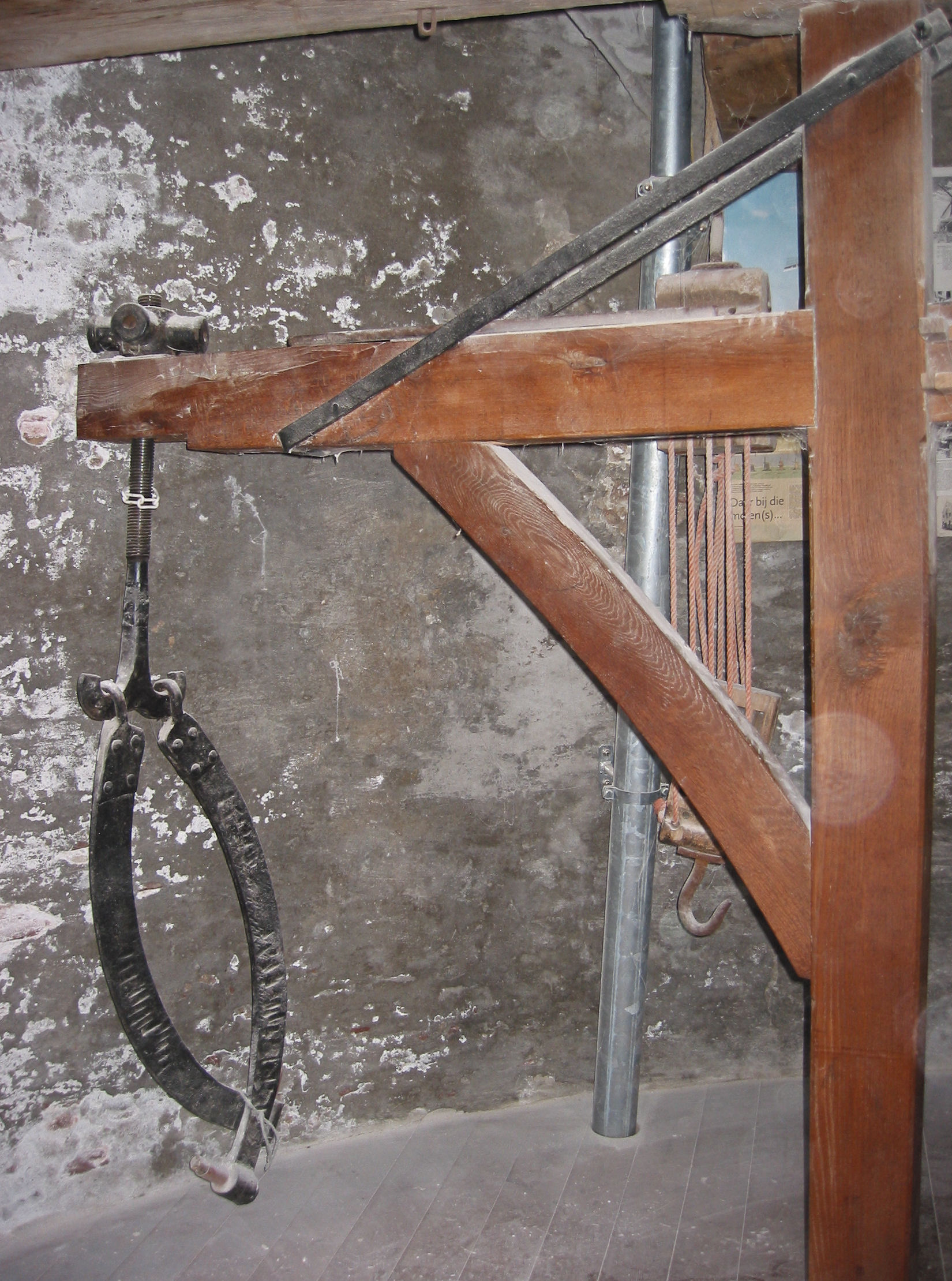
Steenkraan met losse beugels

Een steenkraan wordt in een korenmolen gebruikt voor het optillen, omdraaien en verplaatsen van een molensteen, waarna de steen bijvoorbeeld gebild  (gescherpt) kan worden. Hiertoe kan de steenkraan boven de steen gezwaaid worden.
De steenkraan bestaat uit een zware houten constructie met een ijzeren beugel. De houten constructie is opgebouwd uit een staander en een dwarsbalk, waarbij de dwarsbalk wordt ondersteund door een schoor. De beugel kan bestaan uit twee losse delen of uit een vaste beugel. Bij een beugel met twee losse delen worden de pennen aan de ondereinden van de beugel in de gaten aan de zijkant van de molensteen gehaakt. Bij een vaste beugel zitten er aan de onderkant twee bouten die in de gaten aan de zijkant van de molensteen gedraaid moeten worden. De beugel zelf zit vast aan de dwarsbalk met een spindel met een spindelmoer, waarmee de steen omhoog en omlaag gedraaid kan worden. De steen kan omhoog gedraaid worden door de spindelmoer aan te draaien of door de in de kraan hangende steen rond te draaien. De spindel heeft trapeziumvormig draad, waardoor de steen niet uit zichzelf naar beneden gaat draaien. De molensteen kan in de beugel omgekeerd worden, zodat de te billen kant van de loper boven komt.
|  |  |  |